# Sandra Brown
Sandra Lynn Brown, rozená Cox (12. března 1948 Waco) je americká spisovatelka, autorka romantických románů a thrillerů. Napsala více než osmdesát knih, které byly přeloženy do více než třiceti jazyků.

## Život a dílo
Narodila se ve Waco, vyrostla ve Fort Worthu. Vystudovala angličtinu a literaturu na Texaské křesťanské univerzitě (TCU) ve Fort Worthu. Po studiu se provdala za dokumentaristu Michaela Browna. Než se stala spisovatelkou živila se jako modelka v Dallas Apparel Mar a v televizi, včetně předpovědí počasí pro WFAA-TV v Dallasu a reportáží v celonárodně publikovaném programu PM Magazine.
V roce 2008 jí byl udělen čestný doktorát humanitních věd na Texaské křesťanské univerzitě, kde spolu s manželem založila v roce 2008 každoročně udělované stipendium The Sandra Brown Excellence in Literary Fiction Scholarship (ELF). Působila jako prezidentka organizace Mystery Writers of America a v roce 2008 byla jmenována mistryní thrilleru (Thriller Master). Je členkou International Association of Crime Writers a zakládající členkou International Thriller Writers. Je nositelkou ocenění Texas Medal of Arts Award for Literature a Romance Writers of America's Lifetime Achievement Award.
V roce 1981 začala psát profesionálně, jejím debutem se stala kniha Love's Encore. Psala pro různá nakladatelství pod různými pseudonymy – Rachel Ryan (křestní jména obou jejích dětí), Laura Jordan, Erin St.Claire i coby Sandra Brown. Nyní píše pouze pod svým pravým jménem. Od romantických knih přešla thrillerům. Kniha Rainwater z roku 2009 je její pokus o historický román.
Její epizoda v seriálu Murder by the Book (Vražda podle knihy) měla premiéru v roce 2008. 
Podle jejího románu z roku 1992 French Silk (Francouzské hedvábí) byl natočen v roce 1994 stejnojmenný film. Román Smoke Screense (Kouřová clona) z roku 2008 se stal v roce 2010 předlohou stejnojmenného filmu. Román Ricochet (Odražená střela) vyšel v roce 2006 a v roce 2011 vznikl film pod stejným názvem. V roce 2016 byl román White Hot (Bílý žár) z roku 2006 zfilmován pod názvem Sandra Brown's White Hot.